# Mercè Amer Riera
Mercè Amer Riera   (Manacor, 1954) és una política mallorquina del Partit Socialista de les Illes Balears. Es va llicenciar en ciències econòmiques i empresarials a la Universitat Autònoma de Barcelona.
Ha estat diputada al Parlament de les Illes Balears de 1995 a 2003, consellera del Consell Insular de Mallorca, així com regidora de l'Ajuntament de Manacor entre els anys 2003 i 2004, any en què fou nomenada cap d'Alta Inspecció Educativa de la Delegació del Govern d'Espanya a les Illes Balears.
L'any 2007 va ser nomenada pel president del Govern de les Illes Balears, Francesc Antich, consellera d'Agricultura i Pesca de l'executiu balear, departament que dirigí durant tres anys, fins al 2010, quan les competències d'Agricultura s'englobaren dins la conselleria de Presidència.